# Extinction
Extinction (abans coneguda com Welcome to Harmony) és una pel·lícula espanyola de terror post-apocalíptic del 2015 dirigida per Miguel Ángel Vivas, que també va coescriure el guió amb Alberto Marini, basat en la novel·la Y pese a todo de Juan de Dios Garduño. La pel·lícula és protagonitzada per Matthew Fox, Jeffrey Donovan and Quinn McColgan. En un futur post-apocalipsi, tres supervivents s'enfronten a problemes del seu passat, així com una raça de zombis bojos. La pel·lícula es va estrenar el 31 de juliol de 2015 als Estats Units. És una producció conjunta entre Espanya, Hongria i França.

## Sinopsi
Després que un virus converteixi la gent en zombis, un petit grup de supervivents busquen refugi en una ciutat coberta de neu, creient que el virus i totes les seves monstruoses creacions s'havien extingit. Però només descobreixen que els infectats s'han adaptat al canvi ambiental, per a pitjor.
La història comença amb els supervivents de dos autobusos que intenten arribar a una zona segura. El primer autobús és atacat pels infectats. Les persones del segon autobús, inclosos els personatges principals (Jack, Patrick, Emma i el bebè Lu), intenten escapar. Mentre s'amaga, Emma és atacada per un infectat i la mossega.
9 anys després, Jack i Patrick viuen per separat a les cases del costat, dividides per una tanca. L’Emma ha mort i Lu, que ara té 9 anys, viu amb Jack, a qui anomena pare. Es revela que Patrick és el seu pare biològic. Ella la va emportar a Jack perquè Patrick es va convertir en un alcohòlic i quan Emma va ser atacada i assassinada, Patrick no la va salvar. Ara, Patrick i Jack no parlen entre ells, i a Lu se li prohibeix sortir del recinte. No obstant això, es vincula amb el gos de Patrick entre la tanca.
Uns dies després, Patrick i el seu gos es troben amb una guineu mig devorada. Segueix el rastre i veu un infectat. Intenta fugir però colpeja un arbre caigut. L’infectat el mira malament, però no el veu. En lloc d'això, les orelles comencen a moure's i se sent atreta pels trets que venen de casa de Jack. Patrick es dirigeix cap a casa, disparant trets per advertir a Jack. No obstant això, atrau els infectats i aquest l'ataquen. Li mosseguen al coll, però el seu gos el salva quan Jack dubta a disparar.
Lu està enfadada perquè Jack no ha fet res per ajudar-lo. Aquella nit, Lu s'esmuny de la casa per posar flors a la tomba del gos. És atacada pels infectats, però Jack hi arriba a temps. Està ferit greument pel zombi. Patrick salva Jack i Lu, i es desfà dels infectats. Aprenen que, tot i que estaven infectats tècnicament, són immunes a la malaltia perquè cap d'ells va tornar. També s'assabenten que els infectats han evolucionat: no poden veure, però tenen una audició millorada.
L'endemà, Lu vol convidar Patrick a sopar i Jack accepta. Patrick parla a la ràdio i algú li respon, cosa que fa que Patrick vulgui marxar. Jack li pregunta si poden unir-se a ell i ell hi està d'acord. Van al magatzem a recollir subministraments i Lu veu una dona al lluny. La porten a casa, adonant-se que està embarassada. Ella els explica que el seu grup havia escoltat Patrick a la ràdio i que anaven de camí. Tanmateix, el seu comboi va ser atacat. En aquest moment sent l'udol d’un infectat que havien agafat. Ella li dispara amb l'arma de Patrick i els diu que l'udol és com es criden els uns als altres.
Comencen a pujar a casa quan senten udols a la llunyania. Molts infectats arriben a casa i comencen a atacar. Es produeix la lluita; la dona toca música en veu alta, fent que els infectats deixin d'atacar i els tapin les orelles. Però el generador comença a quedar-se sense gas, provocant que la música baixi. Patrick pren la decisió de sacrificar-se, atraient els infectats de la casa. Encenent una bengala, crida als infectats i els segueixen. Jack, Lu i la dona s'allunyen mentre Patrick fa volar ell i els infectats. Jack, Lu i la dona surten de la ciutat i observen la sortida del sol.

## Repartiment
| Actor           | Personatge |
| --------------- | ---------- |
| Matthew Fox     | Patrick    |
| Jeffrey Donovan | Jack       |
| Quinn McColgan  | Lu         |
| Valeria Vereau  | Emma       |
| Clara Lago      | Dona       |
| Alex Hafner     | Lewinsky   |
| Matt Devere     | Capità     |

## Producció
La pel·lícula es va anunciar per primera vegada el 20 de desembre de 2013 com a producció d'Ombra Films, amb Jaume Collet-Serra i Miguel Ángel Vivas com a productors. El rodatge va començar a Budapest i les primeres imatges es van publicar el 21 de febrer de 2014.

## Recepció
A Rotten Tomatoes, la pel·lícula té una valoració del 20%, amb una puntuació mitjana de 5,1/10, basada en deu crítics. Metacritic dona a la pel·lícula un 46 sobre 100, mostrat per quatre crítics, que indica "ressenyes mixtes o mitjanes".
A la ressenya de New York Daily News sobre "Extinction" de Katherine Pushkar titulada "Zombies on Ice", el crític comentava la relació entre Jack i Patrick: "... La pel·lícula passa gairebé una hora (massa temps) establint la mala sang". Tenint en compte els zombis, Pushkar va assenyalar: "Els zombis han evolucionat. Ara poden sobreviure al fred, però ja no infecten les persones mitjançant ferides de carn. A més, són cecs. Això és un problema només si sou puristes de zombis. Almenys encara volen esguerrar les persones i segueixen sent espantosos. Si només tinguessin més temps a la pantalla". Pushkar va concloure: "Els problemes bàsics de les pel·lícules: massa poc zombis i massa trama. L'avantatge és que McColgan és Lu ... clarament algú a qui mirar".
Frank Scheck a "The Extinction Review" de The Hollywood Reporter va argumentar: "Si hi ha alguna raó per esperar un apocalipsi real de zombis, és que almenys no hi haurà més pel·lícules sobre apocalipsis zombis."
A la seva "Extinction Review" per a Fangoria, Michael Gingold va comentar: "Mentre les pel·lícules sobre dimonis famosos de carn han desbordat l'escena del terror ... és refrescant quan alguna pel·lícula ocasional posa la gent en primer lloc. Aquesta pel·lícula és 'Extinction'". Va afegir: "... Vivas disputa el drama en una saga de supervivència tranquil·lament apassionant, ell i els seus protagonistes despullen el trio de protagonistes amb efecte empàtic". Va elogiar "el detallat disseny de producció de Pedro De Gaspar i Miguel Riesco" i un acte final "... ple d'accions emocionants i impactants". Va considerar que "Extintion ... [és] una pel·lícula de zombis els creadors de la qual han reconegut que els seguidors del subgènere han interpretat i que pretenien una cosa una mica diferent".